# یاکم
یاکم (به انگلیسی: Yarcombe) یک روستا و محله مدنی در بریتانیا است که در East Devon واقع شده‌است.